# مسجد غوندوزقلا
مسجد غوندوزقلا هو معلم تاريخي معماري ومسجد يعود تاريخه إلى عام 1912. يقع في قرية غوندوزقلا في منطقة قوسار في أذربيجان. تم إدراج المسجد في قائمة المعالم التاريخية والثقافية غير المنقولة ذات الأهمية المحلية بموجب القرار رقم 132 لمجلس وزراء جمهورية أذربيجان بتاريخ 2 أغسطس 2001.

## تاريخ المسجد
تم بناء مسجد غوندوزقلا في عام 1916 في قرية غوندوزقلا في منطقة قصر. بعد الاحتلال السوفياتي لدولة أذربيجان، بدأت حملة رسمية ضد الدين في عام 1928. في شهر ديسمبر 1928، قام اللجنة المركزية في الحزب الشيوعي الأذربيجاني بنقل العديد من المساجد والكنائس والمعابد اليهودية إلى الأندية للأغراض التعليمية. بينما كان هناك 3000 مسجد في أذربيجان في عام 1917، انخفض هذا العدد إلى 1700 في عام 1927، و1369 في عام 1928، و17 فقط في عام 1933. خلال هذه الفترة، تم إغلاق مسجد غوندوزقلا عن العبادة. وقد استخدم المبنى في البداية كمدرسة ولاحقًا كمستودع. رغم أن أعمال الإصلاح بدأت في المسجد في عام 1985، إلا أن العمل توقف بسبب نقص التمويل. بعد أن استعادت أذربيجان استقلالها، تم إدراج المسجد في قائمة المعالم التاريخية والثقافية غير المنقولة ذات الأهمية المحلية بموجب القرار رقم 132 لمجلس وزراء جمهورية أذربيجان في 2 أغسطس 2001.
حالياً، المسجد لا يزال غير مرمم وغير فعال.

## العمارة
تم بناء المسجد على شكل مستطيل ويبلغ المساحة الداخلية 11x13 مترًا. جدرانه مبنية من الحجارة النهرية. السقف مغطى بألواح معدنية بيضاء. الأرضية مصنوعة من الخشب، بينما السقف مزخرف بالخشب واللوح. يتم دعم السقف بواسطة عمودين خشبيين. للمسجد سبعة نوافذ مستطيلة. ارتفاعه 5 أمتار، بينما يصل ارتفاعه من الأرض إلى قمة القبة إلى 15 مترًا.
يحتوي مسجد غوندوزقلا على شرفات مفتوحة على كلا الجانبين. تبلغ مساحة كل شرفة 24x1.60 مترًا.

## معرض الصور

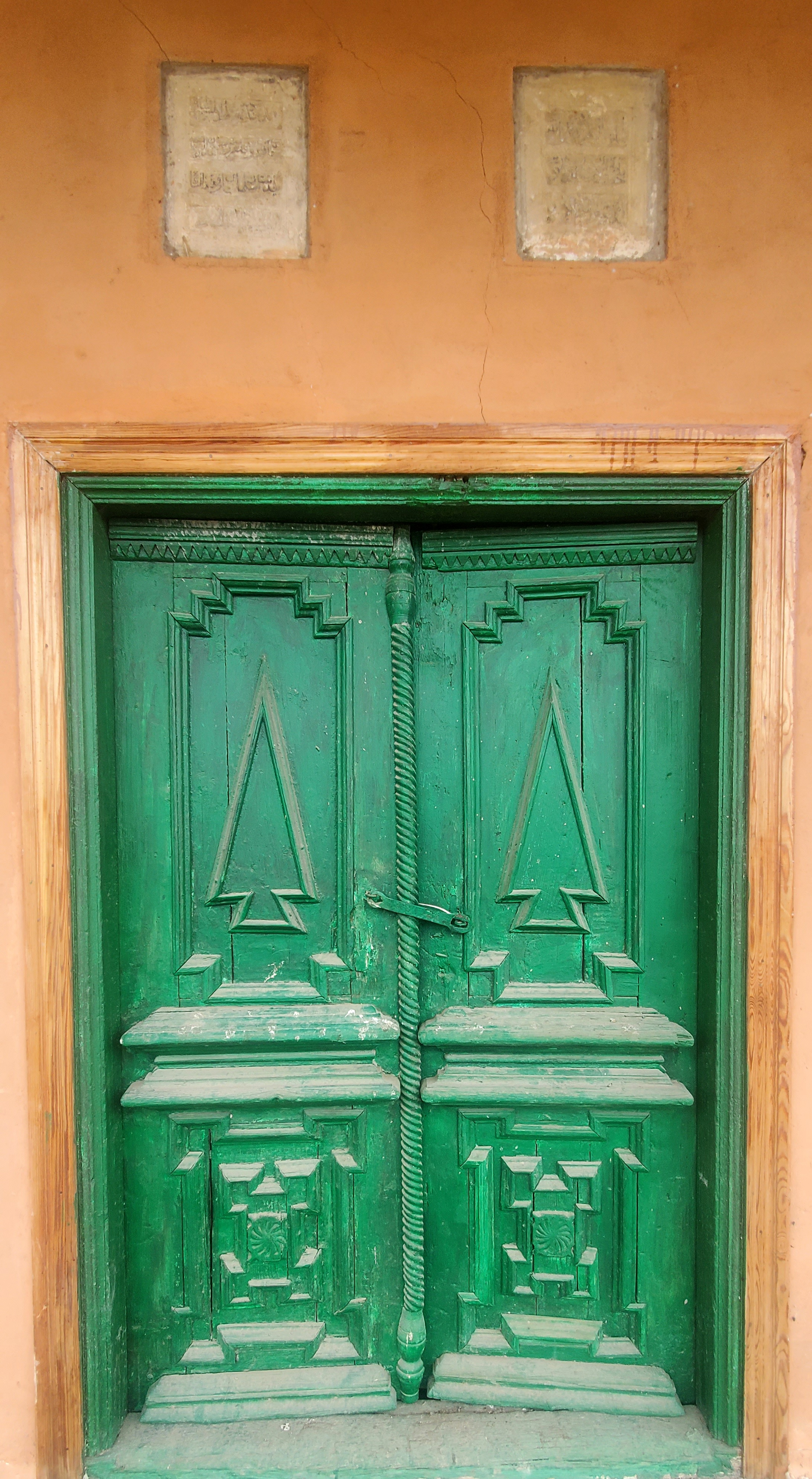
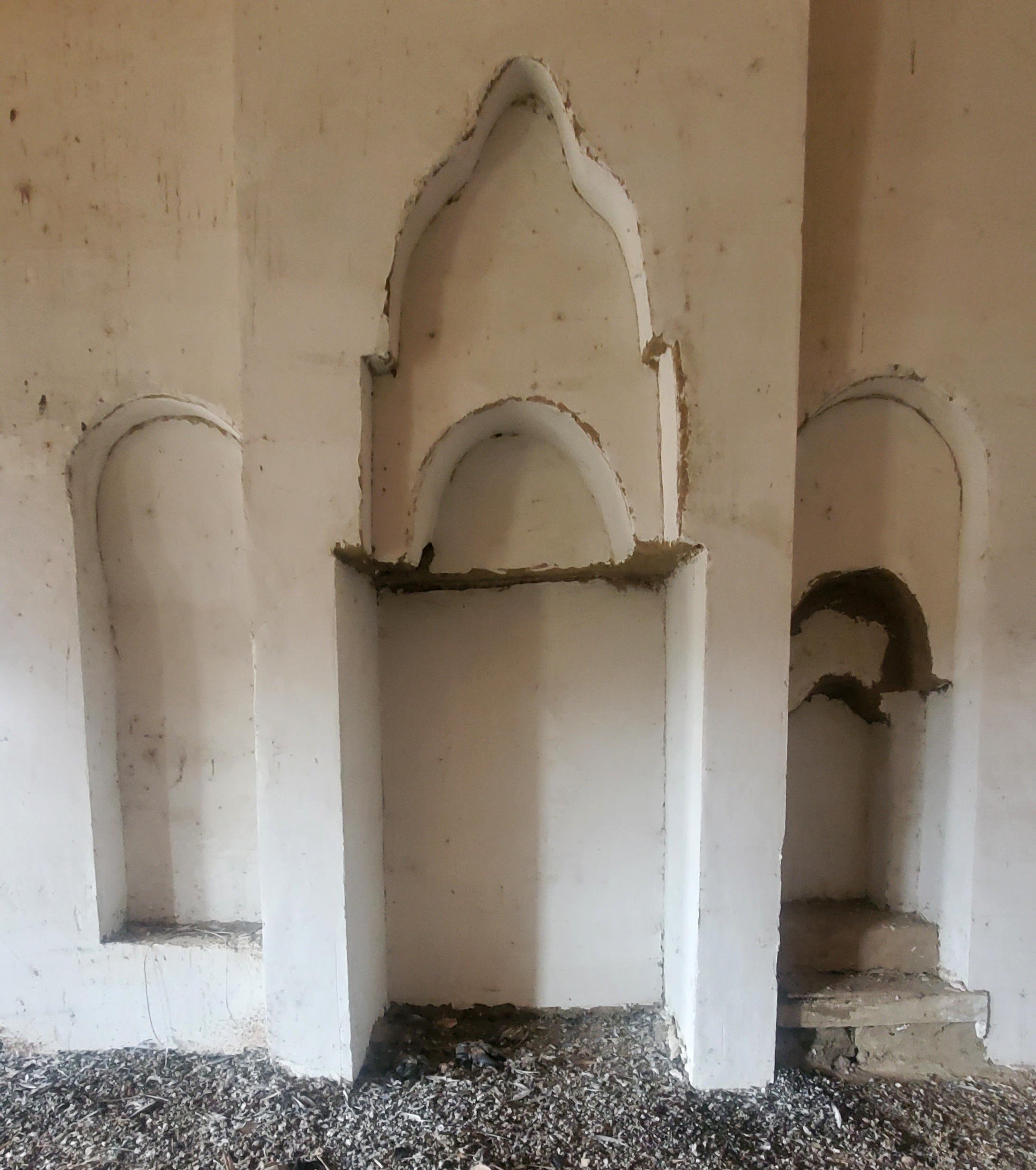
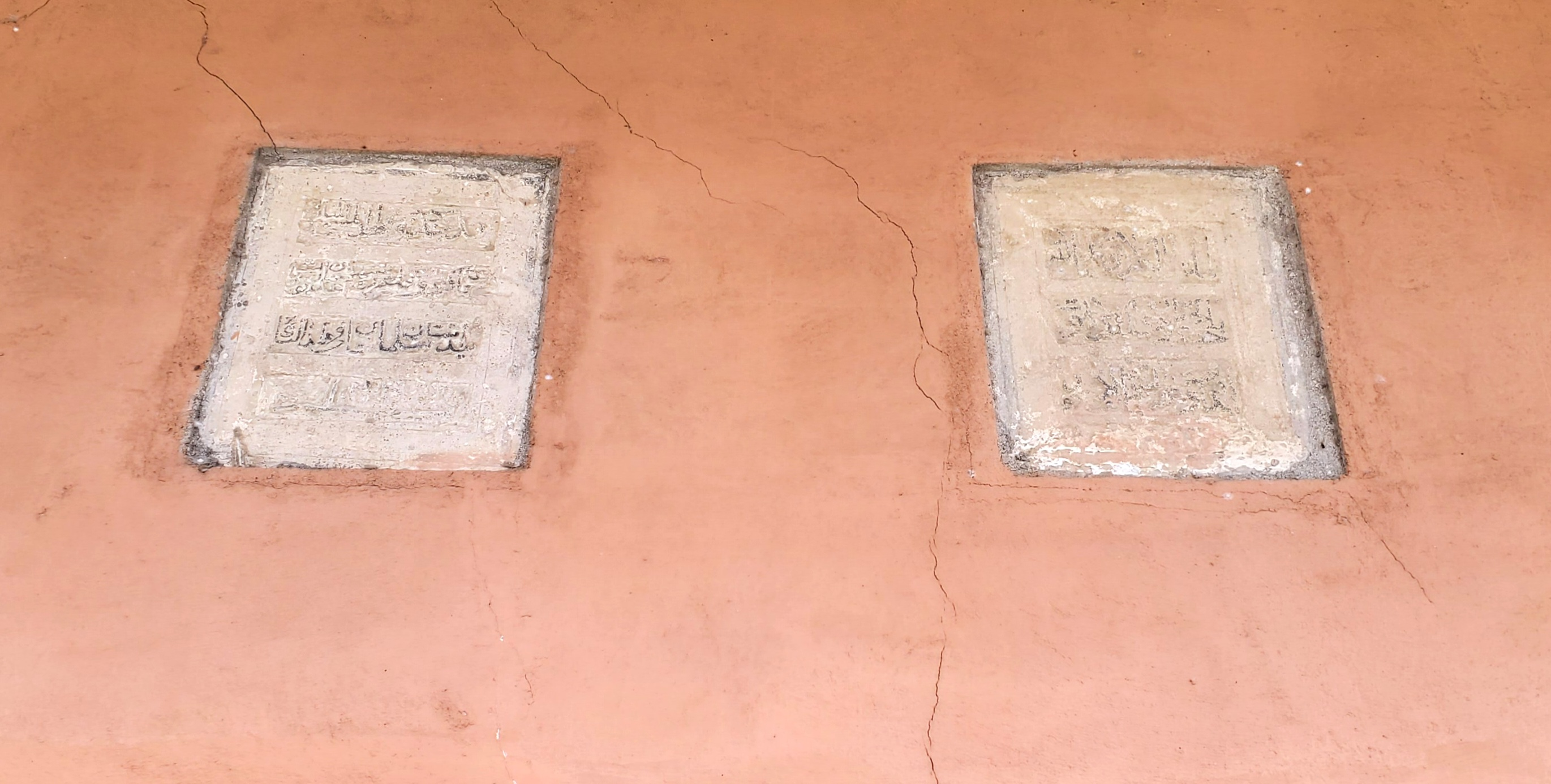
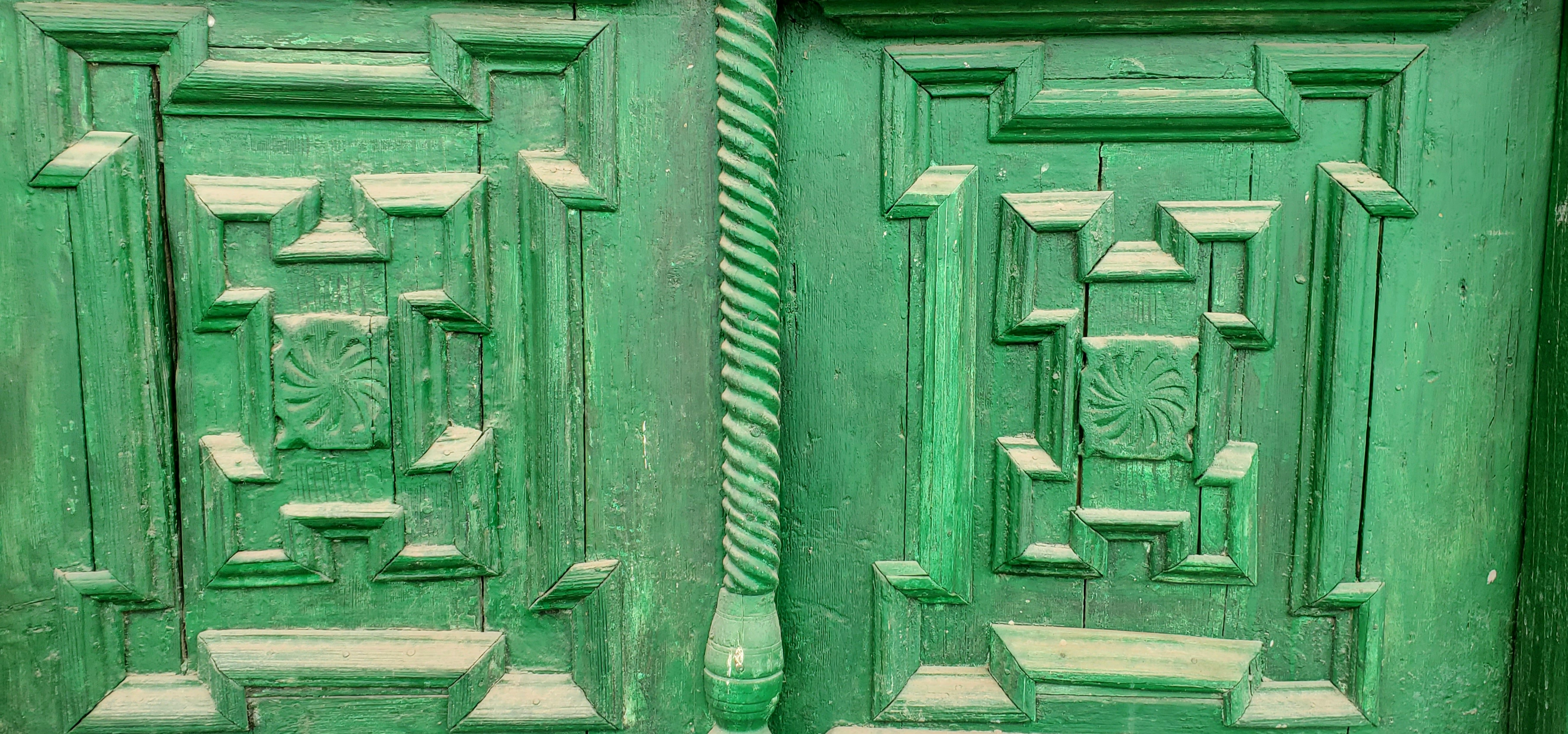